# 阿图尔·利伯亨舍尔
阿图尔·利伯亨舍尔（德語：Arthur Liebehenschel，德語發音：[ˈaʁtuːɐ̯ ˈliːbəhɛnʃl̩] ⓘ；1901年11月25日—1948年1月24日）是一位德國納粹黨黨衛軍軍官，也是奧斯威辛集中營和馬伊達內克集中營的指揮官。第二次世界大戰結束後，他被波蘭政府判定犯有戰爭罪，並於1948年被處決。

## 生平
1932年，他加入納粹黨，並於1934年加入黨衛軍，並在骷髏總隊部隊服役。利伯亨舍尔成為利希滕堡集中營的副官，兩年後被調往柏林集中營監察局。1942年，當黨衛軍主要經濟和行政辦公室成立時，利貝亨舍爾被分配到D部（集中營）擔任DI（中央辦公室）負責人。
1943年12月1日，利伯亨舍尔接替魯道夫·霍斯，並被任命為奧斯威辛一號集中營的指揮官。 在繼續大規模處決的同時，他做了一些小的“改進”，包括拆除站立式牢房，並停止將普通囚犯送入毒氣室。奧斯維辛醫務室的囚犯赫爾曼·朗拜因（Hermann Langbein）表示：「大體來說，我們可以確定，即使是那些以前非常嗜血的黨衛軍成員也變得更加保守，因為他們意識到自己的狂熱不一定會被繼續容忍。」
1944年5月8日，霍斯返回奧斯維辛，接替利伯亨舍尔，利伯亨舍尔於1944年5月19日接替馬丁·戈特弗里德·魏斯（Martin Gottfried Weiss），被任命為已經空置的馬伊達內克集中營的指揮官。由於蘇聯進軍波蘭，該集中營解散。
利伯亨舍尔搬遷到義大利的里雅斯特，任職於亞得里亞海海岸行動區 (OZAK) 黨衛軍和警察領導人奥迪洛·格洛博奇尼克（Odilo Globocnik）的辦公室。利伯亨舍尔成為當地黨衛軍人力辦公室主任。
第二次世界大戰結束時，利伯亨舍尔被美國陸軍逮捕引渡到波蘭。利伯亨舍尔在克拉科夫舉行的奧斯威辛審判中被判犯有反人類罪，被判處死刑，隨後於1948年1月24日被處以絞刑。